# وولف تون
ثيوبالد وولف تون المعروف بعد وفاته بوولف تون (20 يونيو 1763- 19 نوفمبر 1798)، شخصية ثورية إيرلندية رائدة وأحد الأعضاء المؤسسين لجمعية الإيرلنديين المتحدين، ويعتبر والد الجمهورية الإيرلندية وزعيم التمرد الأيرلندي عام 1798. ألقي القبض عليه في ميناء ليتيركيني في 3 نوفمبر عام 1798، وتوفي بعد ستة عشر يومًا في ظروف غير واضحة.

## نشأته
وُلد ثيوبالد وولف تون في 20 يونيو 1763. تتحدّر عائلته من عائلة بروتستانتية فرنسية فرّت إلى إنجلترا من «غاسكوني» في القرن السادس عشر هربًا من الاضطهاد الديني. استقر فرع من العائلة في دبلن في القرن السابع عشر. كان والد ثيوبالد «بيتر تون» صانع عربات تابعًا للكنيسة الأيرلندية، وامتلك مزرعة بالقرب من «سالينز» في مقاطعة «كيلدير». كانت والدته من عائلة تجّار كاثوليكية تحوّلت لاحقًا إلى البروتستانتية بعد ولادة ثيوبالد. كان جده من أمه قبطان سفينة تجارية غرب الهند.
عُمّد باسم ثيوبالد وولف تون تكريمًا لعرّابه، ثيوبالد وولف من «بلاكهول» في مقاطعة كيلدير -ابن عم آرثر وولف الفيكونت كيلواردين الأول، ومع ذلك، اعتُقد على نطاق واسع أن تون هو ابن ثيوبالد وولف، الأمر الذي جعله أخًا غير شقيق للشاعر تشارلز وولف إن صح الأمر. على الرغم من أن اسمه الأوسط هو وولف، أُشير إليه على نطاق واسع باسم وولف تون بعد وفاته.
عمل تون في عام 1783 مدرسًا لِ «أنتوني» و«روبرت» الإخوة غير الأشقّاء الأصغر سنًا لريتشارد مارتن (إم بّي) من «غالواي» -الذي كان مؤيّدًا بارزًا للتحرر الكاثوليكي- في دانغان؛ حيث يوجد منزل عائلة مارتن. وقع تون في حب زوجة مارتن، لكنه كتب لاحقًا أن الأمر لم يصل لأي شيءٍ على الإطلاق. امتهن خلال هذه الفترة -والتي تُعتبر قصيرة- التمثيل المسرحيّ.
درس القانون في كلية «ترينيتي» في دبلن، حيث أصبح عضوًا نشطًا في نادي الجمعيّة التاريخية بالكلية وانتخب مُدققًا في عام 1785. حصل على البكالوريوس في فبراير 1768. أصبح محاميًا في «كينغز إنز» وهو بعمر السادسة والعشرين، وحضر في هيئة محكمة إنز في لندن. هرب عندما كان طالبًا مع «مارثا ويذرنغتون» ابنة «وليام» و«كاثرين ويذرنغتون» (المعروفة باسم فانينغ). كانت ستمضي لتغيير اسمها إلى ماتيلدا بناءً على طلب وولف تون.
عندما تزوجا، كان تون يبلغ الثانية والعشرين من العمر، أما ماتيلدا فكانت في السادسة عشرة تقريبًا. كان زوجًا مفتونًا بزوجته. كتب في مجلته أثناء وجوده في فرنسا وهي في هامبورغ عام 1796: «هي فرحة عيني، فرحة قلبي، الشيء الوحيد الذي أتمنى أن أعيش من أجله، لقد أحببتُها ولهًا».
ومع خيبة أمله بسبب عدم العثور على أي دعم للخطة التي قدمها إلى «وليام بيتّ» الأصغر من أجل العثور على مستعمرة عسكرية في هاواي، خطط تون في البداية للتجنيد كجنديّ في سريّة الهند الشرقية، لكنه تأخر في تقديم الطلب حتى نهاية العام، إذ لم يُرسل المزيد من السفن حتى الربيع التالي.

## كسياسي
نشر تون في سبتمبر عام 1791 حجة نيابة عن الكاثوليك في إيرلندا موقعة باسم «حر بريطاني شمالي» شدد فيها على خرق القانون المتنامي بين الوطنيين من حزب الأحرار البريطاني مثل هنري فلود وهنري غراتان الذين سعوا إلى التحرر الكاثوليكي والإصلاح البرلماني دون إنهاء العلاقة مع إنجلترا.
ازدرى تون دستور غراتان ليتسبب في انتزاعه بنجاح من الحكومة البريطانية في 1782. حث تون باعتباره أنجليكانيًا على التعاون بين الديانات في إيرلندا باعتبارها الوسيلة الوحيدة لتدارك الظلم الذي يتعرض له شعب إيرلندا. أقرت الحكومة البريطانية قانون الإغاثة الكاثوليكية لعام 1791، لكن لم ينفذه برلمان دبلن حالًا.
حوّل تون في أكتوبر عام 1791 هذه الأفكار إلى سياسة عملية عن طريق تأسيس جمعية الإيرلنديين المتحدين بالتعاون مع توماس راسل ونابر تاندي وآخرين. لم يهدف هذا المجتمع حتى عام 1794 إلى أكثر من تشكيل اتحاد سياسي بين الكاثوليك والبروتستانت لإيجاد حلول ليبرالية للإصلاح البرلماني. عُيِّن تون في عام 1792 كمساعد للمجمع الكاثوليكي.
لم يتحد الكاثوليك المعنيون في الخطوات التي اتخذوها، إذ انسحب في ديسمبر عام 1791 ثمانية وستين عضوًا بقيادة اللورد كينمير بدعم من رجال الدين الأعلى. عندما شككت الحكومة البريطانية في مشروعية الاتفاقية الكاثوليكية التي وُضِعَت في ديسمبر عام 1792، قدم تون إلى اللجنة بيانًا في الحالة أيده أحد المستشارين. قُدِّم الالتماس للملك جورج الثالث في وقت مبكر من عام 1793، ليُمنَح الكاثوليك في ذلك العام حق التصويت إذا كانوا يمتلكون ملكية حقيقية تساوي أربعين شلن. ويمكنهم أيضًا العمل كمحامين وضباط في الجيش. ومع ذلك، لم يسمح القانون للكاثوليك بالدخول إلى البرلمان أو العمل كمسؤولين حكوميين بمرتبة أعلى من المحلفين الكبار. صوتت الاتفاقية لتون بما مجموعه 1500 جنيه إسترليني مع ميدالية ذهبية وصوتت لحل البرلمان. صدر قانون كلية ماينوث لعام 1795 في هذا المناخ الجديد من النوايا الحسنة.
هددت العداوة الطائفية بتقويض حركة الإيرلنديين المتحدين؛ إذ قاتلت مجموعتان سريتان في أولستر هما مجموعتا بيب أو داي بويز البروتستانتية وخصمها الكاثوليك المدافعون ضد بعضهما البعض، ولكن عمل تون على توحيدهما في جيش ثوري من «رجال دون ممتلكات»، ليحقق في هذا المسعى بعض النجاح.

## كثوري في المنفى
أصبحت جمعية الإيرلنديين المتحدين جمعية محلفة في عام 1794 قاطعةً عهودًا تهدف إلى الإطاحة بمملكة إيرلندا. كانت فرنسا وبريطانيا في حالة حرب منذ أوائل عام 1793، وفي ظل هذا حولت تلك العهود المجتمع الذي أراد توفير حق الانتخاب داخل النظام الحالي إلى مجتمع ثوري جمهوري عنيف.
رُبطت الجمهورية الفرنسية الجديدة تون بسياستها المتطورة المتمثلة في «الانفصال عن المسيحية»، وهو ما عارضته الكنيسة الكاثوليكية بشدة في إيرلندا. كان تون بطلًا كاثوليكيًا في أوائل تسعينيات القرن الثامن عشر، ولكن سقط معظم مؤيديه الكاثوليك الأثرياء في عام 1794.
اقتنع الإيرلنديون المتحون في عام 1794 باستحالة قبول أي حزب في برلمان دبلن مخططهم الخاص بمنح حق التصويت للذكور والسماح للمقاطعات بالتصويت على نحوٍ متساوٍ، ولهذا علقوا آمالهم على الغزو الفرنسي. جاء رجل الدين الإيرلندي القس ويليام جاكسون -المقيم في إنجلترا إلى إيرلندا بعد أن اتخذ آراءً ثوريةً خلال إقامته الطويلة في فرنسا- للتأكد من مدى استعداد الشعب الإيرلندي لدعم الغزو الفرنسي. أرسل تون مذكرة لجاكسون تحدث فيها عن نضوج ولاية إيرلندا ثوريًا. وشى محامٍ يدعى كوكين بالمذكرة للحكومة بعد أن أخبره جاكسون على نحو أحمق بمهمته، وبذلك قُبض على جاكسون في أبريل عام 1794 بتهمة الخيانة لينتحر بشكل مؤثر خلال محاكمته.
هرب العديد من كبار جمعية الأيرلنديين المتحدين -بما فيهم أرشيبالد هاميلتون روان- من البلاد، واستولت بعد ذلك إدارة دبلن على أوراق الجمعية؛ الأمر الذي أدى إلى تفكك المنظمة لفترة من الزمن. بقي تون -الذي لم يحضر اجتماعات الجمعية من مايو عام 1793- في إيرلندا بعد محاكمة جاكسون، وذلك حتى أبريل عام 1795حين قدم بعض الأشخاص النصح إليه لمغادرة البلاد. عقد تون علاقات مع الحكومة وهاجر إلى الولايات المتحدة حيث وصل هناك في مايو 1795 بعد نجاحه في الحصول على أصدقاء في الحزب الحاكم -بما في ذلك أفراد عائلة بيريسفورد. سافر تون وعائلته قبل مغادرته إلى بلفاست حيث قطع هو وزملاؤه الإيرلنديون المتطرفون عهدًا فوق كيفهيل بعدم التوقف مطلقًا عن العمل على إلغاء سلطة إنجلترا على بلادهم وتأكيد استقلالها.
أعادت جمعية الإيرلنديين المتحدين تشكيل نفسها في عام 1796، وبدأت في التطلع إلى فرنسا لدعمها وزيادة عدد قواتها بجدية.
كتب تون بعد أن عاش في فيلادلفيا بضعة أشهر إلى توماس راسل معبرًا عن كرهه التام للشعب الأمريكي الذي لا يختلف عن الشعب البريطاني؛ إذ وصف جورج واشنطن بأنه «أرستقراطي رفيع المستوى»، ولكنه وجد أن أرستقراطية المال والإنجاز في أمريكا لا تروق له أكثر من أرستقراطية المولد الأوروبية. عاش تون أيضًا لفترة وجيزة في غرب تشيستر وفي داونينجتاون في ولاية بنسلفانيا.
وجد نفسه في فيلادلفيا بصحبة رينولدز وروان وتاندي، وذهب إلى باريس لإقناع الحكومة الفرنسية بإرسال بعثة لغزو إيرلندا. وصل في فبراير عام 1796 إلى باريس وأجرى مقابلات مع دي لا كروا وكارنو اللذين أعجبا بطاقته وصدقه وقدرته. أعطي تون عمولة كجنرال مساعد في الجيش الفرنسي الذي كان يأمل أن يحميه من عقوبة الخيانة في حال أسره البريطانيون. حمل تون مسؤولية تأليف إعلان قيل إنه صدر من قبل الإيرلنديين المتحدين يأمر فيه بوجوب إطلاق النار الفوري على جميع الإيرلنديين الذين حملوا السلاح في خدمة القوات البريطانية، ودعم كذلك مشروعًا لهبوط سفينة لا ليجيون نوار -التي كانت ستحرق بريستول- في إنجلترا.
كتب متعاطف معه بالفرنسية قائلًا:
أُرسِل وولف تون إلى فرنسا للمطالبة بدعم حكومة المديرين الفرنسية، بشرط أن يأتي الفرنسيون إلى إيرلندا كحلفاء ويتصرفوا تحت إشراف الحكومة الجديدة كما فعل روشامبو في أمريكا. عقد تون من هذا المنطلق مؤتمرات متكررة في باريس مع هوخ. قررت حكومة المديرين الفرنسية أخيرًا إرسال أسطول مكون من خمسة وأربعين مركبًا من بريست مع جيش يتكون من خمسة عشر ألف رجل تحت قيادة هذا الجنرال القدير في 15 ديسمبر عام 1796، ولكن أنقذت عاصفة عنيفة إنجلترا من ذلك الهجوم.

## حملة الجنرال هوتش وتمرّد عام 1798
خطط المستشار الفرنسي لهبوط عسكري في أيرلندا من أجل دعم الثورة القادمة التي تنبأ بها تون. امتلك المستشار معلومات من اللورد إدوارد فيتزجيرالد وآرثر أوكونور تؤكّد الأمر، واستعدت لأجل إرسال بعثة تحت إمرة لويس لازار هوتش. في 15 ديسمبر 1796، أبحرت البعثة من بريست، والتي كانت تتألف من ثلاث وأربعين بحارًا ونحو 14.450 رجلًا مزوّدين بمعدات حربية لتوزيعها في أيرلندا. رافقهم تون بصفته «معاون الجنرال سميث» مع احتقار البحريّة للبحّارة الفرنسيين الذين لم يتمكنوا من الإرساء بسبب الأعاصير الشديدة. بقيوا عدة أيام قبالة خليج بانتري، في انتظار هدوء الرياح، لكنهم عادوا في النهاية إلى فرنسا.
خدم تون عدة أشهر في الجيش الفرنسي تحت إمرة هوتش، الذي أصبح وزير الحرب في الجمهورية الفرنسية بعد انتصاره على النمساويين في معركة «نيويد» على نهر الراين في أبريل 1797. شارك تون في يونيو 1797 في استعدادات الجيش للقيام ببعثة عسكرية إلى أيرلندا من الجمهورية الباتافية -وهي دولة عميلة أُنشت أثناء الثورة الباتافية في البلدان المنخفضة في يناير عام 1795- بيدَ أنَ الأسطول الباتافي تحت قيادة الأدميرال الهولندي «جان دو وينتر» تأجّل في ميناء جزيرة «تيكسل» في ذلك الصيف بسبب الرياح الشرقية غير المواتية، ومن منتصف شهر أغسطس بسبب الحصار البريطاني شمال البحر. وفي نهاية المطاف، سُحقت الحملة في الأسبوع الأول من شهر أكتوبر على يد الأدميرال «آدم دنكان» في معركة «كامبرداون» في 11 أكتوبر 1797.عاد تون بعد ذلك إلى باريس. توفي الجنرال هوتش متأثرًا بمرض السل، في 19 سبتمبر 1797 في ويتزلار، وذلك بعد عودته لقيادته على الحدود الفرنسية لنهر الراين، حيث كان مُكلّفًا بقوة عسكرية في حملة إيرلندية.
في أيرلندا، بلغ عدد أعضاء الاتحاد الإيرلندي نحو 300.000 نسمة، أي نحو 6% من التعداد السكّاني في البلاد، ولكن أُضعفت المنظمة إثر حملة تمرّد شرسة وقعت في 1797، أجُبرت فيها القيادة على إطلاق حملة دون مساعدة فرنسيّة، لكن الأهم من ذلك كله، أن التسلسل الهرمي للروم الكاثوليك ضمن بلد كاثوليكي متديّن إلى حد كبير، كان يُعد معارضًا تمامًا للاتحاد الأيرلندي، إذ كانوا متحالفين مع الفرنسيين الذين غزوا روما توًا، وأنشؤوا الجمهورية الرومانيّة المناهضة لرجال الدين في أوائل عام 1798.
أجرى تون في تلك الفترة عدة مقابلات مع القائد نابليون بونابرت، الذي كان أقل استعدادًا من هوتش لتولّي قيادة بعثة أيرلندية جادة، لكن عندما بدأ التمرّد في عام 1798، كان نابليون قد بدأ عمله في مصر. عندما حثّ تون المستشار لإرسال مساندة فعّالة للمتمردين الإيرلنديين، كان كل ما يمكن الوعد به هو أن تنزل عدد من الغارات في وقت واحد حول الساحل الإيرلندي. نجحت إحداها تحت قيادة الجنرال هومبرت بإنزال قوّة بالقرب من كيلالا، في مقاطعة مايو، حققت بعض النجاح في «كوناخت» وخاصة في «كاستيبار» قبل أن تخضع للجنرال ليك وتشارلز كونواليس. أُلقي القبض على ماثيو شقيق وولف تون، وحوكم أمام محكمة عسكريّة، ليُعدم شنقًا؛ جاءت بعدها الغارة الثانية بقيادة «بابير تاندي» على ساحل دونيجال؛ شارك وولف تون في الثالثة تحت قيادة الأميرال جان باتيست فرانسوا بومبارت، كان الجنرال جان هاردي يتولى قيادة قوة عسكرية قوامها 3000 رجل. واجهوا سربًا بريطانيًا في «بونكرانا» في «لوسويلي» في 12 أكتوبر 1798. رفض تون وهو على متن السفينة عرض بومبارت بالفرار في «فرقاطة» قبل معركة جزيرة توري، وسُجِن عندما استسلم هوتش، واقتيدَ إلى ميناء «ليتركيني»، ونُقِلت جميع القوات الفرنسية التابعة ل هوتش إلى اللورد كافان في ليتركيني حيث واجه الاعتقال.

## روابط خارجية
- وولف تون على موقع الموسوعة البريطانية (الإنجليزية)